# Taulidesmella
Taulidesmella är ett släkte av mångfotingar. Taulidesmella ingår i familjen fingerdubbelfotingar.
Kladogram enligt Catalogue of Life:
| Taulidesmella | \| \| Taulidesmella chanchamayo \| \| \| \| \| \| Taulidesmella tabatinga \| \| \| \| |
|               | \| \| Taulidesmella chanchamayo \| \| \| \| \| \| Taulidesmella tabatinga \| \| \| \| |
|               | Taulidesmella chanchamayo                                                             |
|               |                                                                                       |
|               | Taulidesmella tabatinga                                                               |
|               |                                                                                       |